# Lomboko
Lomboko fut une forteresse de traite négrière (en) qui se trouvait dans un territoire qui fait partie de nos jours de la Sierra Leone, sur la côte du Poivre, et qui était contrôlée par l'esclavagiste Pedro Blanco (en) . L'établissement était constitué de plusieurs grands enclos ou baraquements pour des esclaves amenés de l'intérieur, de même que de divers bâtiments utilisés par Blanco lui-même, ses femmes et concubines et employés[réf. nécessaire].
Lomboko occupait plusieurs petites îles à l'embouchure de la rivière Gallinas (en), près de Sulima (en). Les marchands d'esclaves contrôlaient la zone côtière, de ce qui était à l'époque une colonie britannique, de nos jours le Sierra Leone. Vers 1839, environ 2000 captifs africains étaient annuellement rassemblés depuis le bassin de la rivière Gallinas, malgré le caractère désormais illégal de cette activité. En 1849, une expédition de la Royal Navy attaqua l'établissement, libéra les esclaves et détruisit entièrement la forteresse de Lomboko.
La forteresse est illustrée dans le film Amistad (1997) de Steven Spielberg. Dans le film, le principal protagoniste Joseph Cinqué, comme d'autres esclaves, est capturé et amené à Lomboko où il est rudement maltraité. La libération des esclaves et la destruction de la forteresse clôt le film.